# ورزشگاه بروداسترات
ورزشگاه بروداسترات (هلندی: Stadion Broodstraat) یک ورزشگاه در آنتورپ، بلژیک بود.
این ورزشگاه در سال ۱۹۰۸ تأسیس و در سال ۱۹۲۳ بسته شده‌است، بخشی از مسابقات فوتبال بازی‌های المپیک تابستانی ۱۹۲۰ در ورزشگاه بروداسترات برگزار شده‌است.